# Serviettenknödel

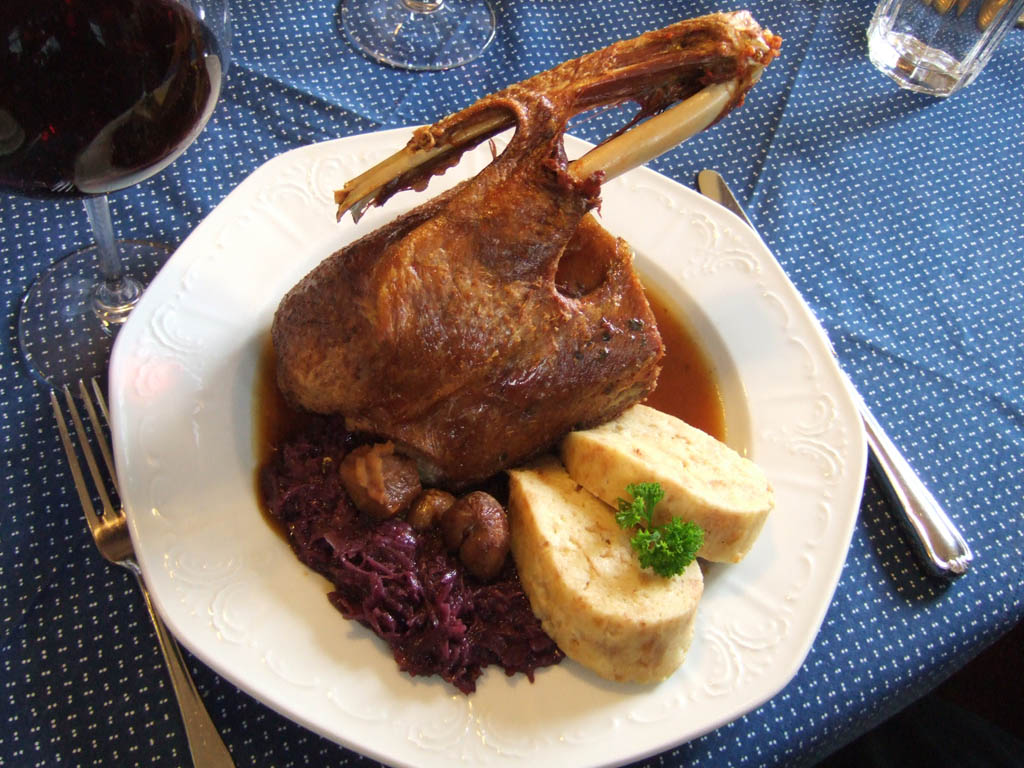
Oca servida amb col roja i Serviettenknödel.

Serviettenknödel és una recepta típica d'Àustria, Txèquia i del sud d'Alemanya. En alemany, Knödel significa mandonguilla o bola, i Serviette, tovalló. La massa de pa i altres ingredients es bullen fent servir un tovalló. Sovint es menja com a plat principal, però també es pot menjar com a postres, en versions dolces. Existeixen moltes receptes regionals diferents, amb modificacions de la massa de base, la preparació de la pasta i les espècies utilitzades.